# Raymond Forni
Pour les articles homonymes, voir Forni.
Raymond Forni, né le 20 mai 1941 à Belfort et mort le 4 janvier 2008 à Paris, est un avocat et un homme politique français.
Il a été notamment président de l'Assemblée nationale de 2000 à 2002 et président du conseil régional de Franche-Comté de 2004 à sa mort.

## Biographie

### Jeunesse
Né à Belfort de parents italiens, originaires du Piémont, il est naturalisé français à l'âge de dix-sept ans. Son père, ferblantier parcourant les rues de Belfort, meurt alors qu'il a 11 ans,. Il doit alors interrompre ses études en classe de 1re à l'âge de 17 ans et entre comme ouvrier aux usines Peugeot, pendant un an et demi comme ouvrier (OS2) à la chaîne, et y participe à la vie syndicale. Il passe son baccalauréat en 1962, à 21 ans, par correspondance puis s'inscrit à la faculté de droit de Strasbourg. Il devient avocat stagiaire à 27 ans, et s'inscrit au barreau de Belfort. Il se fait connaître en 1972, en défendant Nicole Mercier, professeur de philosophie d'un lycée de jeunes filles mise en examen pour avoir abordé la sexualité en cours.

### Carrière politique
Raymond Forni a adhéré à la SFIO en 1964. En 1971, il entre au Conseil municipal de Montreux-Château (il sera élu municipal dans trois communes différentes). À 32 ans, en 1973, Raymond Forni est élu député PS du Territoire de Belfort, en même temps que Jean-Pierre Chevènement, également élu de ce département. En 1976, il devient conseiller général de Beaucourt.
Raymond Forni est parlementaire durant cinq législatures entre 1973 et 2002. Il s'oppose à la loi « Sécurité et liberté » d'Alain Peyrefitte et aux discriminations pénales envers les homosexuels. Il préside la Commission des lois de 1981 à 1985. En 1981, il est le rapporteur de la Loi sur l'abolition de la peine de mort ; Raymond Forni soulignait qu'il s'agissait de son plus beau souvenir de parlementaire. La même année, il est président de la commission des lois de l'Assemblée nationale.
Parlementaire actif (rapport sur le Canal Rhin-Rhône dont il préconise l'abandon, débat sur l'informatique et les libertés…), Raymond Forni est également député européen et membre du Conseil de l'Europe.
En août 1985, il abandonne tous ses mandats avec sa nomination à la Haute Autorité de la communication audiovisuelle par François Mitterrand. Il y siège jusqu'à fin 1986 et le remplacement de cette autorité par la CNCL. Raymond Forni a également été vice-président de la Commission nationale de l'informatique et des libertés de 1978 à 1985 et de 1988 à 1991.
À la fin de son mandat à la Haute Autorité de la communication audiovisuelle, il reconquiert des mandats locaux : en 1987 il redevient conseiller général de Delle, et est élu conseiller municipal de Delle en 1989. Puis, en 1988, il est réélu député, et devient vice-président de l'Assemblée nationale le 2 avril 1991 en remplacement de Michel Coffineau. Battu aux législatives de 1993, Raymond Forni est réélu en 1997 mais de nouveau battu à celles de 2002. Il n'obtient pas l'investiture de son parti en 2007.
Longtemps réputé proche de Jean-Pierre Chevènement, l'animateur du courant CERES au sein du Parti socialiste, il ne le suit pas lors de la création du MDC en 1993 et reste au Parti socialiste où il rejoint les « mitterrandistes ». Avec Jean-Pierre Chevènement se développe une relation d'amis et rivaux.
Parlementaire remarqué pour son travail, éloquent, il n'a jamais fait partie d'un gouvernement ; « Cher ami, vous devriez être ministre depuis longtemps » lui dit un jour François Mitterrand. « Monsieur le Président cela ne tient qu'à vous. » « Ah oui, mais vous êtes sur le Territoire de Belfort ». 
Il eût été délicat que le même département, de 137 000 habitants, eût deux ministres à la fois, Jean-Pierre Chevènement ayant appartenu à la majorité des gouvernements de gauche des septennats Mitterrand.
Raymond Forni est de nouveau élu vice président de l'Assemblée le 28 octobre 1998, et ce jusqu'à son acension au perchoir. Ainsi, Christine Lazerges prend sa succession. Au sommet de sa carrière politique, Raymond Forni devient le quatrième personnage de l'État en étant élu président de l'Assemblée nationale. Il occupe ce poste du 29 mars 2000 au 18 juin 2002, où il succède à Laurent Fabius qui intègre le gouvernement. Cultivé, il était réputé pour son franc-parler et sa fermeté dans la direction des débats, parfois tranchant et malmenant les orateurs,.
Il est maire de Delle, une ville de 6600 habitants près de Belfort, de 1991 à 2004. En 2004 il laisse sa place de maire à Pierre Oser, conseiller général du canton de Delle depuis 2001, mais il reste au conseil municipal en devenant premier adjoint.
Ensuite, il est président du conseil régional de Franche-Comté du 2 avril 2004 à sa mort. Il est élu le 28 mars 2004 avec plus de 46 % des voix à l'issue d'une triangulaire. Lors de l'élection présidentielle de 2007, il est partisan du retour de Lionel Jospin avant de soutenir Ségolène Royal.
Il meurt à l'hôpital Saint-Louis de Paris le 4 janvier 2008, à 66 ans, des suites d'une leucémie foudroyante, après une semaine d'hospitalisation. Il s'était marié deux fois et était père de cinq garçons.
Ses obsèques ont lieu le 9 janvier présidées par Mgr Lacrampe qui prononce l'homélie, en l'Église Saint-Pierre de Besançon, devant 800 personnes, dont le président en exercice de l'Assemblée nationale Bernard Accoyer et l'ex-Premier ministre Lionel Jospin. Il est inhumé le lendemain à Montreux-Château, dans le territoire de Belfort.

## Synthèse des mandats et fonctions

### Conseiller municipal et maire
- 1971-1977 : conseiller municipal de Montreux-Château
- 1983-1989 : conseiller municipal de Fontaine
- 1989-1991 : premier adjoint au maire de Delle
- 1991-1995 : maire de Delle (élu en cours de mandat après démission du prédécesseur)
- 1995-2004 : maire de Delle
- 2004-2008 : premier adjoint au maire de Delle
- jusqu'en 2008 : président de la communauté de communes du Sud Territoire.

### Conseiller général
- 1976-1982 : conseiller général (canton de Beaucourt)
- 1987-1988 : conseiller général (canton de Delle, élu lors d'une élection partielle)
- 1988-2001 : conseiller général (canton de Delle, ne se représente pas)
- Vice-président du conseil général du Territoire de Belfort (jusqu'en 2001)

### Conseiller régional
- 2 avril 2004 - 5 janvier 2008 : président du conseil régional de Franche-Comté (élu conseiller régional le 28 mars 2004)

### Député
- 2 avril 1973 au 1er avril 1978 : député du Territoire de Belfort (Ve législature)
- 3 avril 1978 au 22 mai 1981 : député du Territoire de Belfort (VIe législature)
- 1er juillet 1981 au 23 août 1985 : député du Territoire de Belfort (VIIe législature, démission en cours de mandat, après sa nomination comme membre de la Haute autorité de la communication audiovisuelle)
- 23 juin 1988 au 1er avril 1993 (IXe législature, député du Territoire de Belfort non réélu en 1993)
- 1er juin 1997 au 18 juin 2002 (XIe législature, député du Territoire de Belfort, non réélu en 2002)
- 1981-1985 : président de la Commission des lois de l'Assemblée
- 1991-1993 : vice-président de l'Assemblée nationale[15]
- 1998-2000 : vice-président de l'Assemblée nationale[16]
- 2000-2002 : président de l'Assemblée nationale[17]

### Fonctions politiques
- Membre du bureau national du PS (jusqu'en 2000)

## Autres activités
En 1978, il joue son propre rôle dans Pauline et l'Ordinateur de Francis Fehr.